# 1987年の自転車競技
1987年の自転車競技（1987ねんのじてんしゃきょうぎ）では1987年の自転車競技について記述する。

## 主なできごと
- ステファン・ロッシュ、1974年のエディ・メルクス以来史上2人目となる、ジロ・デ・イタリア、ツール・ド・フランス、世界選手権の同一年度制覇、いわゆる「トリプルクラウン」の大偉業を達成。
- オーストリア、ウイーンで行われた世界選手権・プロスプリント決勝で、俵信之が松井英幸を2-0で下し初優勝。同大会同種目の日本勢11連覇となった。一方、プロケイリンでは本田晴美が同種目における日本人選手初優勝を果たし、また井上茂徳が3位に入った。これにより、同大会のプロスプリント、プロケイリンにおける、日本人選手の同一年度優勝が初めて達成された。
- 滝澤正光が、高倉登、中野浩一に次ぐ史上3人目となる特別競輪（現 GI）3連覇を達成。また、高松宮杯競輪でも、中井光雄以来史上2人目となる3連覇を達成した。加えて同年のKEIRINグランプリも制覇し、年間勝率も8割を記録。
- 中野浩一、競輪祭・全日本競輪王戦史上最多の5度目の優勝。
- ウース・フローラー、世界選手権・プロポイントレース7連覇を達成。
- ショーン・ケリー、パリ〜ニース総合6連覇を達成。
- ジャニー・ロンゴ、世界選手権・女子個人ロードレース3連覇を達成。
- モレノ・アルジェンティン、史上3人目となるリエージュ〜バストーニュ〜リエージュ3連覇を達成。
- 市川雅敏、ベルギー籍のヒタチ・マーク・ロッシンと契約し、日本人ロードレース選手として初めて、トレードチーム契約プロ選手となる。
- フランス国内における酒類販売の広告規制が法令化されたことにより、ペルノー・フィズがスポンサーとなって1959年より実施されてきたロードレースの年間シリーズ戦、スーパープレスティージュが当年限りで廃止を余儀なくされる。
- グレッグ・レモンが、カリフォルニアで狩猟に興じていたところ、自身のいとこの散弾銃の弾が胸部に命中し重傷を負う（4月20日）。
- ツール・ド・北海道が開始される。初代総合優勝者は高橋松吉。
- 当年のアムステルゴールドレースを40歳の年齢で制したヨープ・ズートメルクが引退。
- 丹村喜一、競輪選手史上6人目となる通算1000勝達成（4月7日、別府競輪場）。
- 中野浩一、全日本プロ選手権自転車競技大会（熊本競輪場）のケイリンに出場したものの2着以内に入ることができなかったため、1976年以降継続していた世界選手権への連続出場が途絶える。

## 主な成績

### ロードレース
- ブエルタ・ア・エスパーニャ：4月23日〜5月15日
  - 総合優勝：ルイス・エレラ（ コロンビア、カフェ・ド・コロンビア） 105時間34分25秒
  - ポイント賞：アルフォンソ・グティエレス（ スペイン）
  - 山岳賞：ルイス・エレラ（ コロンビア）
- ジロ・デ・イタリア：5月21日〜6月13日
  - 総合優勝：ステファン・ロッシュ（ アイルランド、カレラ） 105時間39分42秒
  - ポイント賞：ヨハン・ファン・デル・フェルデ（ オランダ）
  - 山岳賞：ロバート・ミラー（ イギリス）
- ツール・ド・フランス：7月1日〜7月26日
  - 総合優勝：ステファン・ロッシュ（ アイルランド、カレラ） 115時間27分42秒
  - ポイント賞：ジャン＝ポール・ファン・ポッペル（ オランダ）
  - 山岳賞：ルイス・エレラ（ コロンビア）
- 世界選手権・プロロードレース：9月6日、 オーストリア・フィラッハ
  - 総合優勝：ステファン・ロッシュ（ アイルランド） 6時間50分02秒
- ミラノ〜サンレモ：3月21日
  - 優勝：エリヒ・メヒラー（ スイス）
- ロンド・ファン・フラーンデレン：4月5日
  - 優勝：クロード・クリケリオン（ ベルギー）
- パリ〜ルーベ：4月12日
  - 優勝：エリック・ファンデラールデン（ ベルギー）
- リエージュ〜バストーニュ〜リエージュ：4月19日
  - 優勝：モレノ・アルジェンティン（ イタリア）
- ジロ・ディ・ロンバルディア：10月17日
  - 優勝：モレノ・アルジェンティン（ イタリア）
- スーパープレスティージュ
  - 優勝：ステファン・ロッシュ（ アイルランド）
- UCI・ロードワールドランキングス
  - 優勝：ショーン・ケリー（ アイルランド）

### トラックレース

#### 競輪
- 日本選手権競輪：決勝日・3月24日 千葉競輪場
  - 優勝：清嶋彰一（東京）
- 高松宮杯競輪：決勝日・6月2日 大津びわこ競輪場
  - 優勝：滝澤正光（千葉）
- 全日本選抜競輪：決勝日・8月4日 京都向日町競輪場
  - 優勝：滝澤正光（千葉）
- オールスター競輪：決勝日・9月25日 宇都宮競輪場
  - 優勝：滝澤正光（千葉）
- 競輪祭：競輪王戦決勝日・11月24日、新人王戦決勝日・11月22日 小倉競輪場
  - 全日本競輪王戦優勝：中野浩一（福岡）
  - 全日本新人王戦優勝：鈴木誠（千葉）
- KEIRINグランプリ'87：12月30日 平塚競輪場
  - 優勝：滝澤正光（千葉）
- 賞金王：滝澤正光（千葉） - 131,285,100円

### シクロクロス
- 世界選手権自転車競技大会：チェコスロバキア、ムラダー・ボレスラフ
  - プロ優勝：クラウス＝ペーター・タラー（ 西ドイツ）